# 앤서니 저키노
앤서니 저키노(영어: Anthony Giacchino, 1969년 ~ )는 미국의 다큐멘터리 영화 감독이다.

## 작품 목록
- 캠던 28 (The Camden 28) (2007)
- 콜레트 (Colette) (2020)